# Todendorf-Klasse
Die Todendorf-Klasse ist eine Serie von fünf Sicherungsbooten der Klasse 905, die für die Absicherung der Schießgebiete in der Kieler Bucht gebaut worden sind.

## Allgemeines
Als Ersatz für die „Küstenwachboote“ der Klasse 369 wurde die Todendorf-Klasse am 28. November 1991 bei Lürssen in Auftrag gegeben. Der Rumpf ist aus Stahl und durch vier Schotte in fünf Abteilungen unterteilt. Angetrieben werden die Boote von zwei MWM-Dieselmotoren des Typs TBD 234 V16, die mit jeweils 755 kW auf zwei Festpropeller wirken.

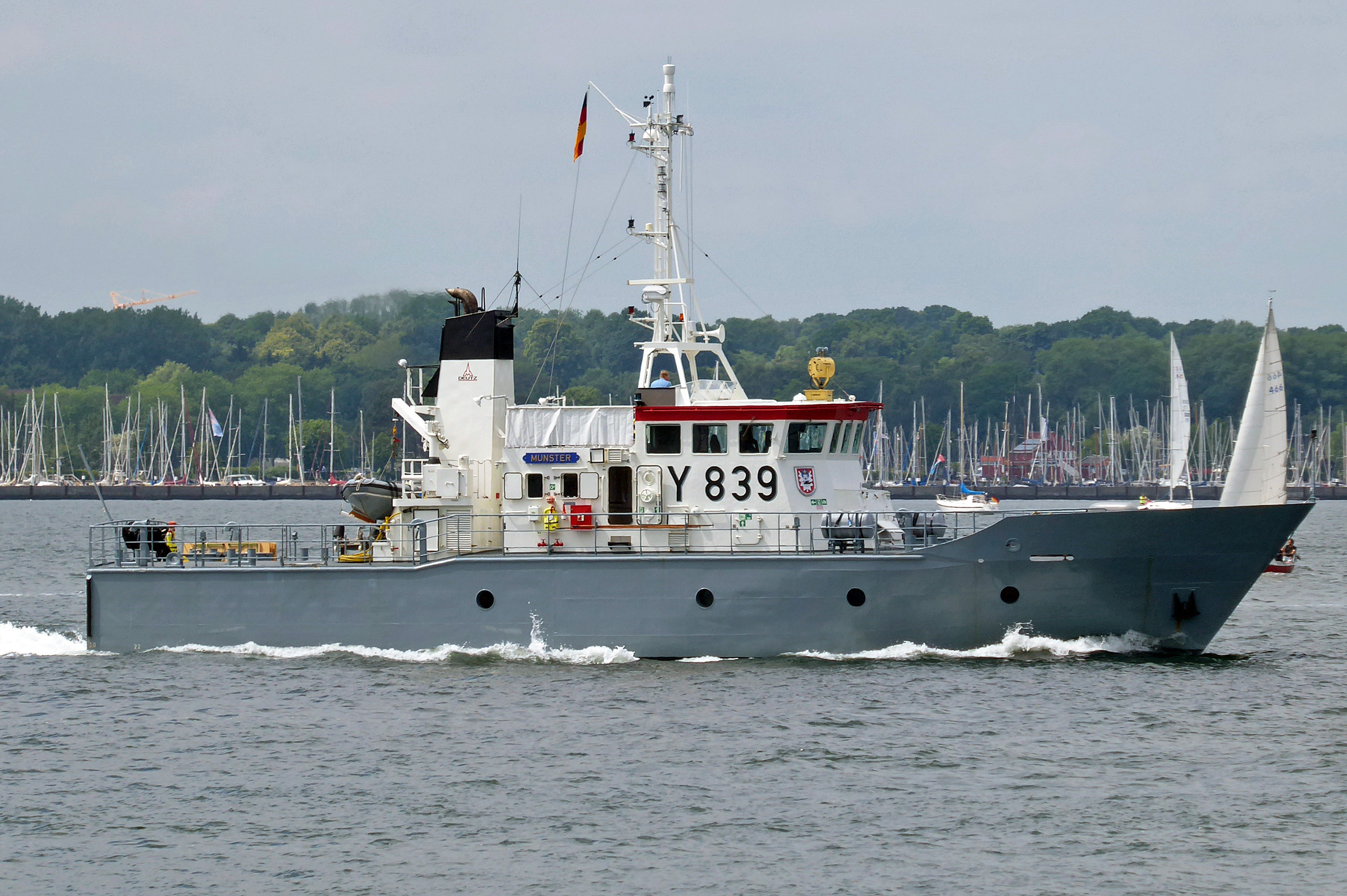
Munster 2023 in Kiel

Die unbewaffneten Sicherungsboote sind nach Truppenübungsplätzen der Bundeswehr benannt. Sie wurden zunächst für das Territorialkommando Schleswig-Holstein in Dienst gestellt und unterstehen heute der Truppenübungsplatzkommandantur Putlos.
Eine Einheit, die Bergen, wurde am 17. Juni 2008 von der Marine des Libanon übernommen.

## Einheiten
| Schiffsnummer | Name                | Kennung       | Rufzeichen | Baunummer | Indienststellung  | Heimathafen   |
| ------------- | ------------------- | ------------- | ---------- | --------- | ----------------- | ------------- |
| 905/01        | Todendorf           | Y 835         | DROR       | 13591     | 25. November 1993 | Kiel          |
| 905/02        | Putlos              | Y 836         | DROS       | 13592     | 24. Februar 1994  | Heiligenhafen |
| 905/03        | Baumholder          | Y 837         | DROT       | 13593     | 30. März 1994     | Kiel          |
| 905/04        | Tabarja (ex-Bergen) | 41 (ex-Y 838) | (ex-DROU)  | 13594     | 22. Juni 1994     | Beirut        |
| 905/05        | Munster             | Y 839         | DROV       | 13595     | 10. August 1994   | Heiligenhafen |